# کارل کربس
کارل کربس (به انگلیسی: Carl Krebs) (۱۱ فوریهٔ ۱۸۸۹ آرهوس - ۱۵ مه ۱۹۷۱ میلادی اسلاگلز) یک پزشک دانمارکی، کارمند کمک‌های بشردوستانه و کاشف بود. او سومین فرزند ستوان یکم (بعداً سرلشکر) فردریک کریستین کربس (۱۹۳۰-۱۸۵۵) و یوهان مارگرت بوش (۱۹۱۱-۱۸۵۸)، برادر سرامیک‌دان ناتالی کربس و نوه دکتر فردریک کریستین کربس (۱۸۸۱-۱۸۱۴) یک پزشک، نویسنده اصلاحات سیاسی و اجتماعی، و سردبیر Berlingske Tidende بود. کارل کربس در سال ۱۹۰۷ از Metropolitanskole فارغ التحصیل شد و تحصیلات پزشکی خود را در سال ۱۹۱۳به پایان رساند. او سپس رزیدنت جراحی بیمارستان سنت جوزف شد. او به عنوان دانش آموز در بازی های المپیک تابستانی ۱۹۱۲ به عنوان بخشی از تیم دانمارک شرکت کرد که مدال برنز را در مسابقات ژیمناستیک تیمی سبک آزاد مردان کسب کرد. در سال ۱۹۱۴ او به ارتش دانمارک پیوست، نه به عنوان یک افسر پزشکی، بلکه به عنوان یک مستخدم، و یک سال بعد به درجه ستوان دوم در گارد زندگی سلطنتی ارتقا یافت.
کارل کربس از سال ۱۹۱۶ تا ۱۹۲۰برای صلیب سرخ دانمارک و وزارت خارجه دانمارک در روسیه کار می کرد و شرایط را در اردوگاه های اسرای جنگی روسیه تحت نظر داشت. زمانی که آنجا بود، در یک سفر به آسیای مرکزی (مغولستان و تانو یوریانخای) شرکت کرد، و در فوریه ۱۹۱۸ برای یک مأموریت کمک مخفی به ماریا فئودورونا (داگمار دانمارک) در کریمه، مادر آخرین پادشاه روسیه  امپراتور نیکلاس دوم فرستاده شد. در سال ۱۹۲۱ او در طول جنگ لهستان و شوروی با سرویس اورژانس دانمارک در لهستان بود. در سال ۱۹۲۲ به عنوان رهبر هیئت صلیب سرخ دانمارک در تلاش های فریتیوف نانسن برای کاهش قحطی روسیه در ۱۹۲۲-۱۹۲۱به روسیه بازگشت.
در سال ۱۹۲۲ کارل کربس یک سفر تجسسی را برای ایجاد یک شهرک کشاورزی، معدن و تجارت خز در نزدیکی Erdenebulgan در استان Khövsgöl در شمال مغولستان سازماندهی و رهبری کرد، اما این شرکت هرگز رونق نیافت. دیگر عضو این سفر، هنینگ هاسلوند-کریستنسن بود که در سال ۱۹۲۸ سفر را ترک کرد و کارل کربس برای پرورش اسب و همچنین طبابت در آنجا باقی ماند. با توجه به آزار و اذیت روزافزون مقامات کمونیستی در دهه ۱۹۳۰، او سرانجام در سال ۱۹۳۷ مجبور به ترک آنجا شد. پس از بازگشت به دانمارک، او کتاب خاطرات خود را تحت عنوان یک دانمارکی در مغولستان منتشر کرد.
کارل کربس به عنوان جراح جنگ در جنگ جهانی، از سال ۱۹۳۹تا ۱۹۴۰با خدمات آمبولانس دانمارکی در فنلاند و بعداً از سال ۱۹۴۱تا ۱۹۴۳با ارتش فنلاند همکاری کرد. در سال ۱۹۴۰ او توسط ایالات متحده (در آن زمان بی طرف) در سفارت آنها در برلین برای نظارت بر شرایط زندانیان متفقین که در اردوگاه های آلمان نگهداری می شدند، استخدام شد. در سال ۱۹۴۵ او به عنوان نماینده دانمارک برای صلیب سرخ، در تخلیه زندانیان دانمارکی و نروژی در آلمان با "de hvide busser" یا "اتوبوس های سفید"، یک سازمان حمل و نقل که زندانیان اردوگاه کار اجباری دانمارکی و نروژی را در ماه های آخر جنگ جهانی دوم از آلمان به سوئد می آورد، خدمت کرد.
از سال ۱۹۵۰تا ۱۹۵۱او بخش دوم سومین اعزام دانمارک در آسیای مرکزی را رهبری کرد که شامل سفر در منطقه روپشو در هیمالیاهای هند بود. از سال ۱۹۵۲تا ۱۹۵۹او به عنوان افسر پزشکی در پایگاه نیروی دریایی دانمارک در کانگیلینگویت (گروندال سابق) گرینلند خدمت کرد. در طول اقامت خود در جزیره بریتانیای جدید از سال ۱۹۶۰تا ۱۹۶۱، او مطالبی را برای بریتانیای جدید: یک مطالعه ژئومورفولوژیکی در رانش قاره (۱۹۶۱) جمع آوری کرد که از نظریه بحث برانگیز آلفرد وگنر در مورد رانش قاره پشتیبانی می کرد. سفر نهایی او به جزایر سولا اندونزی به دلایل مالی کوتاه شد. او در سال ۱۹۷۱درگذشت.